# Himeno Sakatsume
Himeno Sakatsume (坂詰 姫野?, Sakatsume Himeno; Giappone, 3 agosto 2001) è una tennista giapponese.

## Carriera
Himeno Sakatsume ha vinto 7 titoli in singolare e 1 titolo in doppio nel circuito ITF in carriera. Il 15 agosto 2023 ha raggiunto il best ranking in singolare alla 164ª posizione mondiale, mentre il 27 aprile 2025 ha raggiunto in doppio la 344ª posizione mondiale.
Sakatsume fa la sua prima apparizione nel circuito maggiore al Championnats Banque Nationale de Granby 2022, dove è stata principalemte ripescata come lucky loser (approfittando del ritiro di Lucia Bronzetti) e viene poi sconfitta nel primo turno dalla testa di serie numero 3 Jasmine Paolini in due set.
Fa parte della squadra giapponese di Bilie Jean King Cup compiendo il suo debutto il 13 aprile 2023 nella sfida contro l'Uzbekistan, battendo Sabrina Olimjanova e registrando la sua prima vittoria nella competizione. Il 15 aprile viene convocata anche nella partita di singolare contro la Cina, battendo anche in questa occasione Jiang Xinyu. Ha un bilancio complessivo di 2 vittorie e 0 sconfitte.
Dopo aver superato le qualificazioni, Himeno ottiene la sua prima vittoria in un main draw di un torneo WTA al Japan Women's Open Tennis 2023, battendo al primo turno l'altra qualificata Alexandra Eala nel primo turno lasciandole appena tre giochi. Nel secondo turno soccombe alla terza testa di serie Wang Xinyu in due parziali.
Compie il suo debutto in un torneo WTA 500 al Toray Pan Pacific Open 2023, dopo essere stata ripescata come lucky loser in seguito al ritiro di Elena Rybakina. Nel primo turno subisce una sconfitta per mano di Linda Nosková, dopo aver mancato un set point nel secondo set.

## Statistiche ITF

### Singolare

#### Vittorie (7)
| Torneo $100.000 (0) |
| Torneo $80.000 (1)  |
| Torneo $60.000 (0)  |
| Torneo $40.000 (1)  |
| Torneo $25.000 (1)  |
| Torneo $15.000 (4)  |

| N. | Data             | Torneo                                              | Superficie | Avversaria in finale | Score            |
| 1. | 8 settembre 2018 | GS Yuasa Open, Kyoto                                | Cemento    | Haruna Arakawa       | 3-6, 6-3, 6-1    |
| 2. | 1º dicembre 2019 | Thailand ITF Women's Circuit, Nonthaburi            | Cemento    | Nigina Abduraimova   | 7-6(3), 5-7, 6-1 |
| 3. | 30 maggio 2021   | Magic Hotel Tours, Monastir                         | Cemento    | Sakura Hosogi        | 6-4, 7-5         |
| 4. | 6 giugno 2021    | Magic Hotel Tours, Monastir                         | Cemento    | Sakura Hosogi        | 7-5, 7-5         |
| 5. | 7 maggio 2023    | Kangaroo Cup International Ladies Open Tennis, Gifu | Cemento    | Katie Boulter        | 7-5, 6-3         |
| 6. | 23 giugno 2024   | Formosa Cup, Taipei                                 | Cemento    | Kyōka Okamura        | 6-4, 6-0         |
| 7. | 17 agosto 2025   | Saskatoon Challenger, Saskatoon                     | Cemento    | Anca Todoni          | 7-6(1), 6-3      |

#### Sconfitte (9)
| Torneo $100.000 (1) |
| Torneo $80.000 (0)  |
| Torneo $60.000 (1)  |
| Torneo $40.000 (3)  |
| Torneo $25.000 (3)  |
| Torneo $15.000 (1)  |

| N. | Data             | Torneo                                                   | Superficie  | Avversaria in finale | Score            |
| 1. | 15 agosto 2021   | Magic Hotel Tours, Monastir                              | Cemento     | Ayumi Koshiishi      | 3-6, 6(3)-7      |
| 2. | 3 luglio 2022    | LTP Charleston Pro Tennis, Charleston                    | Terra verde | Carol Zhao           | 6-3, 4-6, 4-6    |
| 3. | 5 marzo 2023     | Toronto Women's, Toronto                                 | Cemento (i) | Katherine Sebov      | 4-6, 6(4)-7      |
| 4. | 12 marzo 2023    | Graystone ITF Challenger Driven, Fredericton             | Cemento (i) | Gabriela Knutson     | 4-6, 4-6         |
| 5. | 27 ottobre 2024  | City of Playford Tennis International, Città di Playford | Cemento     | Maddison Inglis      | 6(7)-7, 7-5, 1-6 |
| 6. | 25 novembre 2024 | Caloundra Tennis International, Caloundra                | Cemento     | Priscilla Hon        | 4-6, 5-7         |
| 7. | 16 marzo 2025    | Shimadzu All Japan Indoor Tennis Championships, Kyoto    | Cemento (i) | Sara Saitō           | 4-6, 6(2)-7      |
| 8. | 23 marzo 2025    | Kōfu International Open, Kōfu                            | Cemento     | Haruka Kaji          | 6(2)-7, 3-6      |
| 9. | 11 maggio 2025   | Fukuoka International Women's Cup, Fukuoka               | Sintetico   | Emerson Jones        | 6(4)-7, 4-6      |

### Doppio

#### Vittorie (1)
| Torneo $100.000 (0) |
| Torneo $80.000 (0)  |
| Torneo $60.000 (0)  |
| Torneo $40.000 (0)  |
| Torneo $25.000 (0)  |
| Torneo $15.000 (1)  |

| N. | Data          | Torneo                      | Superficie | Compagna      | Avversarie in finale      | Score            |
| 1. | 5 giugno 2021 | Magic Hotel Tours, Monastir | Cemento    | Sakura Hosogi | Emma Davis Lauren Proctor | 7-5, 2-6, [10-8] |

#### Sconfitte (3)
| Torneo $100.000 (1) |
| Torneo $80.000 (0)  |
| Torneo $60.000 (0)  |
| Torneo $40.000 (0)  |
| Torneo $25.000 (1)  |
| Torneo $15.000 (1)  |

| N. | Data              | Torneo                            | Superficie  | Compagna         | Avversarie in finale                 | Score            |
| 1. | 27 settembre 2020 | Porto Open, Porto                 | Cemento     | Julia Payola     | Carolina Alves Marina Bassols Ribera | 3-6, 6-4, [7-10] |
| 2. | 4 maggio 2024     | Wiesbaden Tennis Open, Wiesbaden  | Terra rossa | Anita Wagner     | Samantha Murray Sharan Laura Pigossi | 5-7, 2-6         |
| 3. | 5 ottobre 2024    | Redding Pro Women's Open, Redding | Cemento     | Clervie Ngounoue | Ayana Akli Eryn Cayetano             | 2-6, 2-6         |